# Tünde Bartha
Tünde Bartha (* 24. ledna 1976 Kráľovský Chlmec) je manažerka slovenskomaďarského původu, žijící v České republice, od června 2018 do prosince 2021 pověřená řízením Úřadu vlády ČR.

## Osobní život
Pochází z východního Slovenska, z převážně maďarskojazyčného města Kráľovský Chlmec. V letech 1994 až 2001 vystudovala Filozofickou fakultu Univerzity Karlovy v Praze (získala titul Mgr.). V letech 1998 až 1999 studovala také na Univerzitě Loránda Eötvöse v Budapešti.
Hovoří česky, slovensky, anglicky a maďarsky. Část rodiny má v Budapešti.

## Kariéra
Pracovní kariéru začínala v letech 1999 až 2007 jako ředitelka kanceláře Mary Travel Agency v Praze, následně založila incomingovou cestovní agenturu Fair fairy travel (2007 až 2008). V letech 2008 až 2010 byla ředitelkou kanceláře a osobní asistentkou generálního ředitele společnosti AWT, mezi roky 2010 a 2014 pak ředitelkou kanceláře a tajemnicí majitele společnosti BXR Partners, miliardáře Zdeňka Bakaly. V roce 2015 pak krátce pracovala jako projektová manažerka subjektu Creative Dock – inovační startup hub, Praha.
V letech 2015 až 2017 byla na Ministerstvu financí ČR ředitelkou Kabinetu ministra financí Andreje Babiše. Ten si ji pak v roce 2017 vzal s sebou na Úřad vlády ČR. Nejprve působila jako ředitelka Odboru Kabinetu předsedy vlády a od června 2018 se stala po nástupu druhé vlády Andreje Babiše náměstkyní pro řízení Sekce Kabinetu předsedy vlády ČR. Dne 28. června 2018 byla pověřena řízením Úřadu vlády ČR. Funkci zastávala do prosince 2021, kdy se s příchodem nové vlády Petra Fialy stala novou vedoucí Úřadu vlády ČR Jana Kotalíková.
Na přelomu let 2022 a 2023 vedla kampaň poslance Andreje Babiše ve volbě prezidenta České republiky 2023. V případě svého vítězství s ní Babiš počítal na funkci vedoucího Kanceláře prezidenta republiky. Z Babišova týmu odešla na začátku února 2023. Poté začala pracovat v holdingu Agrofert. V roce 2024 jí bylo uděleno vysoké státní vyznamenání v Maďarsku.